# Calvanico
Calvanico – miejscowość i gmina we Włoszech, w regionie Kampania, w prowincji Salerno.
Według danych na rok 2004 gminę zamieszkiwało 1355 osób, 96,8 os./km².